# Etc. (na disco)
Etc. (na disco) (zapis stylizowany: etc. (na disco)) – trzeci singel polskiej piosenkarki Sanah z jej drugiego albumu studyjnego, zatytułowanego Irenka. Singel został wydany 30 kwietnia 2021.
Kompozycja znalazła się na 3. miejscu listy AirPlay – Top, najczęściej odtwarzanych utworów w polskich rozgłośniach radiowych. Nagranie uzyskało w Polsce certyfikat diamentowej płyty, przekraczając liczbę 250 tysięcy sprzedanych kopii.

## Geneza utworu i historia wydania
Piosenka została napisana i skomponowana przez Zuzannę Jurczak, Magdalenę Wójcik, Arkadiusza Koperę i Mariusza Obijalskiego, którzy również odpowiadają za produkcję utworu.
Singel ukazał się w formacie digital download 30 kwietnia 2021 w Polsce za pośrednictwem wytwórni płytowej Magic Records w dystrybucji Universal Music Polska. Piosenka została umieszczona na drugim albumie studyjnym Sanah – Irenka.
Po wydaniu utworu, zauważalnie wzrosła popularność frazy „etc” w narzędziu Google Trends. 
Piosenka znalazła się w grupie dziewięciu polskich propozycji, spośród których polski oddział stowarzyszenia OGAE wyłaniał reprezentanta kraju na potrzeby plebiscytu OGAE Song Contest 2021.
Utwór znalazł się na polskiej składance Bravo Hits: Lato 2021 (wydana 25 czerwca 2021).

## „Etc. (na disco)” w stacjach radiowych
Nagranie było notowane na 3. miejscu w zestawieniu AirPlay – Top, najczęściej odtwarzanych utworów w polskich rozgłośniach radiowych.

## Teledysk
Do utworu powstał teledysk zrealizowany przez The Dreams Studio, który udostępniono w dniu premiery singla za pośrednictwem serwisu YouTube.
Wideo znalazło się na 1. miejscu na liście najczęściej odtwarzanych teledysków przez telewizyjne stacje muzyczne.

## Wykorzystanie utworu
W czerwcu 2021 fragment kompozycji wykorzystany został w reklamie SmartDom Cyfrowego Polsatu, nagranej z udziałem piosenkarki i Antonim Królikowskim.

## Lista utworów
- Digital download[2]

1. „Etc. (na disco)” – 3:08

- Digital download[11]

1. „Etc.” – 3:08

## Notowania
| Kraj   | Lista (2021)      | Najwyższa pozycja |
| ------ | ----------------- | ----------------- |
| Polska | AirPlay – Top     | 3                 |
| Polska | AirPlay – Nowości | 5                 |
| Polska | AirPlay – TV      | 1                 |

| Kraj   | Lista (2021)  | Pozycja |
| ------ | ------------- | ------- |
| Polska | AirPlay – Top | 30      |

## Certyfikaty i sprzedaż
| Data             | Certyfikat ZPAV    | Sprzedaż |
| ---------------- | ------------------ | -------- |
| 11 sierpnia 2021 | 2× platynowa płyta | 100 000+ |
| 6 kwietnia 2022  | diamentowa płyta   | 250 000+ |

## Wyróżnienia
| Rok  | Konkurs                  | Kategoria                   | Rezultat    |
| ---- | ------------------------ | --------------------------- | ----------- |
| 2021 | Gorąca 100               | 100 największych hitów 2021 | 6. miejsce  |
| 2021 | Przebój roku RMF FM 2021 | Przebój roku                | 81. miejsce |
| 2022 | Bestsellery Empiku 2021  | Streaming                   | Nominacja   |